# 임개 (고려)
임개(林槩, ? ~ 1107년)는 고려 중기의 문신이다. 본관은 옥구(沃溝)이다.

## 생애
자세한 출사 경위는 불명이다.
문종(文宗)조에 내시(內侍)로서 대창(大倉)을 관리했는데, 한순(韓順)이라는 자가 창고 옆에 살면서 창고의 곡식을 훔치고 관리들을 농락하여 몇 만이나 되는 재산을 쌓았고, 벼슬아치 중에 그와 결탁하는 자까지 있었다.
임개가 그의 간사함을 적발해 법으로 조치하니, 조정에서 그 일을 장하게 여겼다.
1081년(문종 35) 위위경(衛尉卿)·지어사대사(知御史臺事)에 임명되었고, 1085년(선종 2) 공부상서(工部尙書)로서 병부시랑(兵部侍郞) 이자인(李資仁)과 함께 송에 사신으로 가서 철종(哲宗)의 즉위를 축하했다.
1087년(선종 4) 어사대부(御史大夫)로 승진했고, 같은 해 서북로병마사(西北路兵馬使)로 나갔다.
1092년(선종 9) 동지중추원사(同知中樞院事)로 승진하여 재추의 반열에 들었고, 같은 해 다시 동북면병마사(東北面兵馬使)·행영병마사(行營兵馬使)로 나갔다.
1093년(선종 10) 중추원사(中樞院使)·형부상서(刑部尙書), 1094년(헌종 즉위년) 참지정사(參知政事), 1095년(헌종 원년) 수사공(守司空)·좌복야(左僕射)·판호부사(判戶部事)를 차례로 역임했다.
같은 해 숙종(肅宗)이 즉위하자 다시 중서시랑평장사(中書侍郞平章事)·판형부사(判刑部事)로 승진했으며, 후에 수태위(守大尉)·문하시랑평장사(門下侍郞平章事)·판형부사로 치사(致仕)했다.
1107년(예종 2) 졸하자 임금이 사흘 동안 조회를 정지하고 원경(元敬)이라는 시호를 내렸다.

## 평가
『고려사』는 임개에 대해 그의 열전에서 '청직(淸直)하고 염근(廉謹)하여 대신(大臣)의 풍모가 있었다.'고 평했다.

## 가족 관계
- 아버지 - 임종한(林宗翰)[7] : 수예부시랑(守禮部侍郞)
  - 부인 - 미상
    - 장남 - 임유겸(林有謙)
    - 차남 - 임유문(林有文, 1056년 ~ 1125년) : 수태위(守太尉)·문하시랑평장사(門下侍郞平章事)·판병부사(判兵部事)·상주국(上柱國), 양헌공(良憲公)